# Bojana Milošević
Bojana Milošević, född den 29 november 1965 i Belgrad Serbien, död i april 2020, var en jugoslavisk basketspelare som var med och tog OS-silver 1988 i Seoul. Detta var Jugoslaviens första medalj i de olympiska baskettävlingarna för damer.